# Saint Johns (Nouvelle-Zélande)
Saint Johns est une banlieue de la cité d’Auckland, située dans l'Île du Nord de la Nouvelle-Zélande.

## Toponymie
La banlieue est dénommée d’après le Collège St John d’Auckland (en), un établissement secondaire d’enseignement religieux, établi dans ce qui allait devenir une banlieue vers 1844 par le fait de l’action du évêque Selwyn (en) . Le collège de St John l’évangéliste" est l’établissement d’enseignement de la théologie de l’Église anglicane d‘Aotearoa pour la Nouvelle-Zélande et la Polynésie.

## Situation
Le complexe des bâtiments occupe la crête de la colline, qui autrefois commandait l’accès à une vue étendue sur tout le mouillage vers le nord.
Les premiers bâtiments datent de 1840 et sont l’œuvre de Frederick Thatcher (en), premier architecte de l’évêque Selwyn.
Thatcher est largement responsable de ce qui est maintenant considéré comme le Style Selwyn; un bâtiment en bois de style gothique basé sur des exemples saxons, initialement de Église de Greensted, dans le petit village de Greensted-juxta-Ongar dans l’Essex.
Ces structures tendent à avoir un aspect saillant du bois exposé sur l’extérieur, un toit à 60 degrés de pente et des fenêtres en lancettes.

## Géographie
Vers le sud de Remuera Road se trouve la Réserve de Waiatarua. C’est un bassin naturel, rapide à s’inonder à la saison des fortes pluies.
Sur plusieurs cartes du XIXe siècle, la réserve est présentée comme un lac et indiquée sous le nom de lac Remuera, lac St John ou lac Waiatarua bien que, en réalité, ce soit largement une zone de terrains marécageux, dans lequel des couches d’eau peu profondes peuvent apparaître de façon sporadique à la saison humide.
En 1918, 133 acres (54 hectares) de ce terrain furent donnés au Conseil de la cité d’Auckland pour créer la réserve de Waiatarua.
Alors que les fermes environnantes étaient transformées en habitats suburbains, le secteur devint problématique – 
Bien que, en théorie le "lac" offre une vue pittoresque pour les nouvelles maisons, il n’est pas présent en permanence, il ne pourrait pas être utilisé comme un argument de vente comme l’est le lac Pupuke dans le North Shore. Inversement, il entretient la présence dans le sol des œufs de moustiques et est une source d’odeurs dans la mesure où le bassin est composé d’une substance semblable à de la tourbe sujette à des feux couvant, qui sont difficiles à éliminer.
En 1929, un drainage fut foré à travers la colline vers le sud-ouest, permettant la dérivation de l’eau dans le torrent naturel qui alimente le bassin d’Orakei (en). Ce réseau de drainage est toujours en place.
En 1934, 50 acres soit 20 hectares furent attribués au golf de Remuera et un parcours de golf fut mis en place. Le club-house fut terminé en 1935.
En 1938, un nouveau parcours fut construit autour du trajet initial en réponse aux plaintes des membres à propos des conditions de jeux.
En 1968, le parcours fut redessiné par un spécialiste Harold Babbage et un nouveau club-house fut construit.
L’essentiel de la banlieue s’est développé dans les années 1960 à 1970, quand, à cette époque, elle fut considérée comme un lieu accueillant pour les familles.

## Démographie
Le secteur de St Johns, comprenant la zone statistique de Saint Johns West et de Saint Johns East, avait une population de 5 916 habitants lors du recensement de 2018 en Nouvelle-Zélande, en augmentation de 420 personnes (soit  7,6 %) depuis le recensement de 2013, et une augmentation de 474 personnes (soit 8,7 %) depuis le recensement de 2006 en Nouvelle-Zélande.
Il y avait 2 055 logements avec 2 859 hommes et 3 057 femmes donnant ainsi un sexe ratio de 0,94 homme pour une femme avec 1 041 personnes (soit 17,6 %) âgées de moins de 15 ans, 1 194 personnes (soit 20,2 %) âgées de 15 à 29 ans, 2 799 personnes (soit 47,3 %) âgées de 30 à 64 ans et 876 personnes (soit 14,8 %) âgées de 65 ans ou plus.
L’ethnicité était pour 54,5 % européens/Pākehā, 6,0 % Māoris, 5,1 % personnes du Pacifique, 38,8 % asiatiques, et 4,1 % d’une autre ethnicité (le total peut faire plus de 100 % dans la mesure où une personne peut s’identifier avec de multiples ethnies).
La proportion de  personnes nées outre-mer était de 49,3 %, comparé avec les 27,1 % au niveau national.
Bien que certaines personnes refusent de donner leur religion, 43,1 % n’avaient aucune religion, 38,7 % étaient chrétiens, et 12,7 % avaient une autre religion.
Parmi ceux d’au moins 15 ans d’âge, 2 046 personnes (42,0 %) avaient un niveau de licence ou un degré supérieur et 381 personnes (7,8 %) n’avaient aucune qualification formelle.
Le statut d’emploi de ceux d’au moins 15 ans était pour 2 559 personnes (soit 52,5 %) employées à plein temps, pour 672 personnes (soit 13,8 %) étaient à temps partiel et 174 personnes (soit 3,6 %) étaient sans emplois 

## Éducation
Le secteur est une partie de la zone de recrutement du collège Selwyn (en), qui constitue l’école secondaire publique du secteur.